# Alberto Felice De Toni
Alberto Felice De Toni (Curtarolo, 27 giugno 1955) è un ingegnere e politico italiano, sindaco di Udine dal 18 aprile 2023.
È professore emerito di Ingegneria economico-gestionale presso l'Università degli Studi di Udine e direttore scientifico di CUOA Business School.

## Studi e carriera accademica
Dopo la maturità scientifica, si laurea magna cum laude nel 1980 in Ingegneria Chimica all'Università degli Studi di Padova. Lavora presso l'ENI ricerche a San Donato Milanese fino al 1983, anno in cui si iscrive al primo ciclo del Dottorato di Ricerca in Scienze dell'Innovazione Industriale presso l'Università degli Studi di Padova, dove consegue il titolo nel 1986 con giudizio eccellente. Nel 1987 diventa ricercatore in ingegneria economico-gestionale presso l'Università degli Studi di Udine dove nel 1992 diviene professore associato e professore ordinario nel 2000.
Presso la medesima Università è stato Presidente del Corso di laurea in Ingegneria Gestionale dal 2000 al 2006 e Preside della Facoltà di Ingegneria dal 2006 al 2012.
È stato Magnifico Rettore dal 2013 al 2019. 
Dal 2015 al 2018 è stato Segretario Generale della Conferenza dei Rettori delle Università italiane (CRUI), mentre dal febbraio 2019 al maggio 2021 è stato Presidente della Fondazione CRUI.
Nell'ambito dei Magnifici Incontri - promossi dalla CRUI il 29 e 30 giugno 2017 a Udine - ha organizzato, con il patrocinio del MIUR, il G7 University – Education for All. Durante questo evento, i rappresentanti di oltre 170 università e organizzazioni provenienti da Europa, America e Asia hanno sviluppato il cosiddetto " Udine G7 University Manifesto".
Il 3 maggio 2024 gli è stato conferito il titolo di Professore Emerito.

## Altri incarichi
Dal 2005 al 2010 è stato Presidente dell'Agenzia per lo Sviluppo Economico della Montagna (Agemont) del Friuli Venezia Giulia e dal 2002 al 2006 è stato Vice-presidente di AREA Science Park di Trieste.
Nel biennio statutario 2009-2011 è stato Presidente dell'Associazione italiana di Ingegneria Gestionale (AiIG), mentre dal 2007 al 2011 è stato Presidente della Commissione Nazionale per la Riorganizzazione dell'Istruzione Tecnica e Professionale nell'ambito del Ministero dell'Istruzione, dell'Università e della Ricerca.
Ha ricoperto il ruolo di Presidente dell'Organismo Indipendente di Valutazione dell'Istituto Superiore di Sanità dal 2015 al 2023, di Presidente del Nucleo di Valutazione dell’Università di Palermo .
È stato Presidente dell'Organo di Valutazione del CINECA dal 2018 al 2021 e membro dello Strategic Steering Committee dell'Istituto Universitario Europeo dal 2019 al 2021.
È stato Presidente del Comitato Ordinatore della Scuola Superiore ad Ordinamento Speciale della Difesa dal 20/11/2020 all’11/09/2024.
Dal 2020 è membro ordinario dell'Academia Europaea.
Viene candidato per la coalizione di centro-sinistra alle elezioni comunali di Udine del 2023, con il sostegno del Partito Democratico, Patto per l'Autonomia, Azione-Italia Viva, Alleanza Verdi e Sinistra e liste civiche cittadine, risultando eletto al ballottaggio con il 52,8% dei voti contro il sindaco uscente Pietro Fontanini.
Dal 20/11/2024 è componente dell'Ufficio di Presidenza dell'ANCI - Associazione Nazionale Comuni Italiani con delega Università e Ricerca.

## Opere
L'attività di ricerca, concretizzatasi in oltre 400 pubblicazioni scientifiche, indaga diversi aspetti dell'Ingegneria gestionale con particolare attenzione all'organizzazione della produzione, la gestione dell'innovazione e la gestione della complessità.
Di seguito un elenco di libri nazionali e internazionali:
- De Toni A. F., Grandinetti R., Conoscenze, relazioni e tecnologie nelle filiere distrettuali. Il caso del distretto della sedia, Franco Angeli Edizioni, 2001.
- De Toni A. F., Tracogna A., L’industria del caffè, Il Sole 24 Ore, 2005.
- De Toni A. F., Comello L., Prede o ragni. Uomini e organizzazioni nella ragnatela della complessità, UTET, Torino, 2005.
- De Toni A. F., Comello L., Viaggio nella complessità, Marsilio Editori, Venezia, 2007.
- De Toni A. F., Open facility management. Modelli innovativi e strumenti applicativi per l'organizzazione e la gestione dei servizi esternalizzati, Il Sole 24 Ore, 2007.
- De Toni A. F., Bernardi E., Il pianeta degli agenti. Teoria e simulazione ad agenti per cogliere l’economia complessa, UTET Università, 2009.
- De Toni A. F., Ferri A. & Montagner M., Open facility management. A successful implementation in a public administration, IFMA (International Facility Management Association), 2009.
- De Toni A. F., Barbaro A., Visione evolutiva. Un viaggio tra uomini e organizzazioni, management strategico e complessità, ETAS, Milano, 2010.
- De Toni A. F., Giacomelli B. F. & Ivis S., Il mondo invisibile dei pazienti fragili. La fragilità interpretata dalla medicina di famiglia mediante la teoria della complessità, UTET Università, Torino, 2010.
- Burello A., De Toni A. F. & Parussini M., Dalla Zanussi all'Electrolux. Un secolo di lezioni per il futuro, Il Mulino, Bologna, 2011.
- De Toni A. F. et al. (editors), International Operations Management. Lessons in Global Business, Gower Publishing Limited, England, 2011.
- De Toni A. F., International Operations Management. Lessons in Global Business, Routledge - Taylor & Francis Group, 2011.
- De Toni A. F., Comello L. & Ioan L., Auto-organizzazioni. Il mistero dell'emergenza nei sistemi fisici, biologici e sociali, Marsilio Editori, Venezia, 2011.
- De Toni A. F., Fornasier A., La Guida del Sole 24 Ore al Knowledge Management, Il Sole 24 Ore, Milano, 2012.
- De Toni A. F., Siagri R. & Battistella C., Anticipare il futuro. Corporate foresight, Egea, Milano, 2015.
- De Toni A. F., De Zan G., Il dilemma della complessità, Marsilio Editori, Venezia, 2015.
- De Toni A. F., Processo al liceo classico. L’accusa, Forum, Udine, 2016.
- De Toni A. F., De Marchi S., Scuole Auto-Organizzate verso ambienti di apprendimento innovativi, Fabbri, Milano, 2018.
- De Toni A. F., Rullani E., Uomini 4.0: Ritorno Al Futuro. Creare valore esplorando la complessità, Franco Angeli Edizioni, Milano, 2018.
- Dordit L., De Toni A. F., Valutare l'internazionalizzazione dell'università. Una proposta per il sistema italiano degli atenei, Marsilio Editori, Venezia, 2019.
- De Toni A. F., Bastianon E., Isomorfismo del potere, Marsilio Editori, Venezia, 2019.
- De Toni A. F., Siagri R. & Battistella C., Corporate foresight: Anticipating the Future. Revised edition, Routledge - Taylor & Francis Group, 2020.
- De Toni A. F., Siagri R. & Battistella, Corporate foresight: Anticipating the Future - Revised Edition, Routledge - Taylor & Francis, London, 2021.
- De Toni A. F., Marzano G., Vianello A., Antropocene e le sfide del XXI secolo, Meltemi Editore, 2022.
- De Toni A. F., Pessot E., La nave e l'aliante, Guerini NEXT, 2022.
- De Toni A. F., De Marchi S., Self-organised schools. Educational leadership and innovative learning environments, Routledge - Taylor & Francis Group, 2023.
- De Toni A. F., Panizzolo R., Candussio F., Sistemi di gestione della produzione nelle reti d'impresa, Isedi, 2024.
- De Toni A. F., Decalogo della complessità. Agire, apprendere e adattarsi nell'incessante divenire del mondo, Guerini e Associati, 2024.